# Gara Adjud
Gara Adjud este o stație de cale ferată care deservește Adjud, județul Vrancea, România.
Format:Lista stațiilor de pe Magistrala CFR 501